# هو گوهونگ
هو گوهونگ (انگلیسی: Hu Guohong؛ زادهٔ ۱ ژانویهٔ ۱۹۶۱)  کشتی‌گیر اهل چین بود. وی در بازی‌های المپیک تابستانی ۱۹۸۸، ۱۹۹۲ و ۱۹۹۶ شرکت کرده‌است.